# Триша Кук
Триша Кук (енгл. Tricia Cooke) је америчка филмска монтажерка. Удата је за филмског режисера Итана Коена.

## Монтажа
1. (2009)
2. (2008)
3. (2008)
4. (2006)
5. (2005)
6. (2004)
7. (2004)
8. (2003)
9. Човек који није био ту (2001)
10. Ко је овде луд? (2000)
11. (1999)
12. (1999)
13. (1998)
14. (1997)
15. (1997)